# Mathilde Flögl
Mathilde Flögl (Brno, 9 de septiembre de 1893 - Salzburgo, 1958) fue una artista y diseñadora austríaca. En vida, trabajó con varios medios diferentes, entre los cuales destacan los textiles, el vidrio y la pintura. Flögl también fue miembro de los Wiener Werkstätte, es decir, los Talleres de Viena. Este grupo formó parte del conocido movimiento Arts and Crafts cuyo cometido originario fue el de llevar a cabo una labor de recuperación de las artes y los oficios medievales, así como el de expandir estos oficios a todos los campos de la vida. Flögl fue muy activa en este grupo y participó en la mayoría de las grandes exposiciones de Wiener Werkstätte. Como dato destacable cabe decir que, en la actualidad, el Museo de Artes Aplicadas de Viena alberga más de 1.600 obras de Flögl de la época en que trabajaba en la Wiener Werkstätte, dando ello cuenta de la activa labor de esta artista. Entre ellos se encuentran numerosos trabajos independientes y colaboraciones con otras artistas del grupo. Entre los miembros más destacados de los Wiener Werkstätte se incluyen dos de sus fundadores, Josef Hoffman y Koloman Moser, así como Gustav Klimt, entre otros. Para el 25.º aniversario del grupo, Flögl recopiló, organizó, escribió y publicó The Wiener Werkstatte, 1903-1928: The Evolution of the Modern Applied Arts. El libro en sí mismo era toda una obra de arte que utilizaba materiales y decoraciones elaboradas en sus páginas.
Las financiación del grupo siempre fue precaria, entre otras cosas, debido al elevado coste de los materiales utilizados por sus miembros. Por esta razón su existencia no se prolongó demasiado en el tiempo: en 1929 el Wiener Werkstätte se disolvió al entrar en quiebra, en consonancia con el colapso de la bolsa de ese mismo año. Dos años más tarde, en 1931, Flögl abrió su propio estudio, que dirigió durante cuatro años. Igualmente, Flögl fue miembro del Wiener Frauenkunst (Arte de las Mujeres Vienesas), un grupo de artistas femeninas que trabajaban también en Viena bajo unos parámetros teóricos similares al anterior grupo.
La obra de Flögl se encuentra actualmente repartida en museos de todo el mundo, incluido el Instituto Smithsonian en Washington D. C., el Instituto del Traje de Kioto en Kioto y el Museo de Artes Aplicadas de Viena, entre otros.

## Trayectoria
Mathilde Flögl nació el 9 de septiembre de 1893 en Brno, República Checa. Entre 1909 y 1916 estudió en la Kunstgewerbeschule (Escuela Alemana de Artes y Oficios) de Viena. Durante su formación, Flögl se centró en el ámbito del diseño gráfico (applied graphics) y el esmaltado, impartidos, entre otros, por Josef Hoffman y Oskar Strnad. Flögl murió en 1958 en Salzburgo, Austria.

## Flögl y el Wiener Werkstätte
Flögl se unió al Wiener Werkstätte (Taller de Viena) en 1916, un colectivo de artistas centrado en el refinamiento de materiales y la integración del arte en todos los aspectos de la vida. Las piezas de los miembros del grupo fueron realizadas tanto de forma independiente como por encargo. El colectivo fue registrado formalmente como “Wiener Werkstätte, Productivgenossenschaft von Kunsthandwerkern in Wien, Genossenschaft mit unbeschränkter Haftung” (Cooperativa de talleres de artistas artesanos en Viena, con responsabilidad ilimitada) en 1903 por Josef Hoffman, Koloman Moser y Fritz Waerndorfer.
El taller tuvo, desde un principio, opiniones encontradas sobre la integración de mujeres artistas en el grupo. No obstante, fue conocido por muchos como un espacio para que las mujeres produjeran arte sin la carga de la mirada masculina. Además de lo anterior, la mayoría de las mujeres del colectivo recibían el mismo salario que sus homólogos masculinos. 
Flögl se unió al taller en su segunda edición, cuando el Wiener Werkstäette original cerró sus puertas en 1914 debido a la dificultad para vender su trabajo, así como por la falta de financiación con la que sostener a la organización. La renovada Wiener Werkstaette, ahora llamada “Betriebsgesellschaft mbH der Wiener Werksatte Productivegenossenschaft für Gegenstände des Kunstgewerbes” (Cooperativa de talleres de fabricación de objetos artesanales de Viena Ltd.) estaba bajo la dirección de Philipp Hauser, colega de Hoffman, aunque apoyada también por la familia Primavesi, que poseía el 33% de las acciones de la empresa. El colectivo trabajó en muebles, vidrio, cerámica, platería y metalistería, joyería, moda, diseño gráfico, entre otros medios. Abrieron tiendas más allá de Austria, concretamente, en Suiza y Estados Unidos.
Algo que caracteriza la obra de Flögl es que diseñó y produjo un gran número de obras de arte en muchos medios diferentes, algunas de cuyas piezas las realizó en colaboración con otros miembros de la Wiener Werkstaette como Hoffman. Por ejemplo, se puede destacar una colaboración de ambos artistas en un vaso de vidrio en el Flögl pintó los diseños de los lados de una taza construida por Hoffman. De manera similar, con una caja de vidrio, Flögl añadió los diseños florales mientras Hoffman fabricaría la caja. Flögl también pintó murales para residencias y establecimientos de Viena, incluido el famoso Graben-Café. Igualmente destacable es su trabajó en el ámbito de la moda, en particular diseñando la tela para un vestido del Instituto de Vestuario de Kioto, además de accesorios tales como collares de cuentas. También realizó numerosas piezas de cerámica, entre ellas un candelabro de cerámica (c. 1925) y una escena de caza de cerámica con perros atacando a un ciervo (1917). Sin embargo, los diseños para textiles, cristalería y metalistería parecen ser el área donde se concentra la mayor parte de su trabajo.
Flögl utilizó, con frecuencia, diseños florales en su trabajo, además de patrones geométricos, creando piezas que eran a la vez abstractas y lineales. Un ejemplo de este estilo se ve en una muestra llamada Fälter (mariposa), elegida para la colcha de Karl Duldig y Slawa Horowitz-Duldig en 1924 (conviene destacar que la artista sentía devoción por las mariposas, como bien demuestra su gran afluencia en su trabajo). Fue impreso en bloque sobre seda. Este uso de la obra de un artista como colcha también ejemplifica la creencia del Wiener Werkstätte, según la cual, el arte debe incorporarse a todas las áreas de la vida. En 1929, la empresa suizo-alemana Salubra fabricó una colección de papeles pintados diseñados por Flögl. Copper Hewitt posee una colección en línea que incluye 59 piezas de su trabajo de diseño pintado, la mayoría de ellas pintadas en gouache.
Un hecho relevante a destacar de esta artista es que para el 25.º aniversario del grupo Flögl editó, organizó, escribió y publicó The Wiener Werkstätte, 1903-1928: The Evolution of the Modern Applied Arts Exhibitions (The Wiener Werkstätte, 1903-1928: la evolución de las exposiciones de artes aplicadas modernas). Se publicó en inglés, francés y alemán. El libro incluye ensayos sobre las figuras notables del grupo, monogramas de los miembros e ilustraciones del trabajo de los miembros durante un período de 25 años de vida. El texto fue recibido tanto con buenas críticas, como otras negativas; algunos criticaron la falta de proceso tipográfico del texto y Max Ermers, asociado con Adolf Loos (un notable arquitecto de la época), afirmó que el texto mostraba el "espíritu de la Segunda Guerra Mundial, y la cultura terminal propia de la decadencia de Occidente".

### Exposiciones
Mientras Flögl formaba parte del colectivo, el Wiener Werkstätte participó en muchas exposiciones. Una de las primeras exposiciones en las que Flögl estuvo presente fue la “Exposición de Arte Austriaco de Estocolmo” de 1917, en la que el Wiener Werkstätte contribuyó con 240 piezas. La exposición fue diseñada para mostrar la creatividad de Austria durante la Primera Guerra Mundial, una creatividad que continuaría también en tiempos de paz. En 1925 se celebró en París la Exposición Internacional de Artes Decorativas e Industrias Modernas. Esta exposición fue diseñada para mostrar formas modernas de estética, de modo que todo lo que reprodujera estilos anteriores fue rechazado de la exposición.Sin embargo, 1930 fue el año de la exposición del Werkbund en París. La exposición se presentó con una propuesta que mezclaba el decorativismo francés y el estilo alemán, más estandarizado y lineal.

## Un taller propio
Entre 1931 y 1935, Flögl dirigió su propio taller, centrado en la moda y el diseño de interiores.

## La Wiener Frauenkunst
Anteriormente se informó que Flögl fue también parte de Wiener Frauenkunst (traducido literalmente como el arte de las mujeres vienesas) que surgió de la “Vereinigung bildender Künstlerinnen Österreichs” (Asociación Austriaca de Mujeres Artistas), también conocida como VBKÖ, en 1926. El grupo resultó ser mucho más radical que el VBKÖ. Su objetivo era fomentar el trabajo artístico de las mujeres, desviar la atención y desestabilizar las organizaciones artísticas masculinas y anunciar la liberación del mundo del arte patriarcal. Investigaron el género a través de una lente feminista. La Wiener Frauenkunst celebró numerosas exposiciones en Viena. El grupo cerró en 1956, poco después de que la fundadora, Fanny Harlfinger, muriera, ya que no se unieron nuevas participantes y las antiguas parecían  un tanto inactivas.